# Furia infernal
Furia infernal es una película de Argentina filmada en Eastmancolor dirigida por Armando Bó según su propio guion que se estrenó el 30 de agosto de 1973 y que tuvo como actores principales a Isabel Sarli, Armando Bó, Víctor Bó y Jorge Barreiro. Fue filmada en Esquel, provincia de Chubut.

## Sinopsis
Un millonario cruel y enamorado de su esposa la recluye en una estancia del Sur.

## Reparto
- Isabel Sarli
- Víctor Bó
- Jorge Barreiro
- Juan José Míguez
- Hugo Mugica
- Mario Casado
- Roberto Landers
- Pancho Giménez
- R. Casatti
- Armando Bó

## Comentarios
Clarín dijo:

”Armando Bó y un cine fiel a sus propuestas.”

La Razón opinó:

”Fuerza dramática  y tremendo realismo.”

Manrupe y Portela escriben:

”Muchos podrán ver un objeto de culto, pero es una de las más risibles películas en su sentido naif. Míguez, imperdible.”